# 田中康夫
田中 康夫（たなか やすお、1956年〈昭和31年〉4月12日 – ）は、日本の政治家、小説家。
元長野県知事（公選第15・16代）、衆議院議員（1期）、参議院議員（1期）、新党日本代表などを歴任。

## 来歴

### 生い立ち
1956年4月12日、東京都武蔵野市に生まれる。本籍地は静岡県庵原郡富士川町（現・富士市）。父が信州大学教授に就任したため、1964年4月に家族全員で長野県上田市に住居を移した。さらに1966年には松本市に引っ越し、信州大学教育学部附属松本小学校に転入し卒業。1969年4月、信州大学教育学部附属松本中学校に入学。在学中はサッカー部部長を務めた。

### 大学時代
1975年3月、長野県松本深志高等学校を卒業。高校3年次在学中、東京大学文科二類を受験。英語、国語、数学が得意科目であった一方、歴史の知識問題などは、そのような分野で点数をとるのは邪道と勉強を放棄した。東大受験前に受けた模擬試験「東大オープン」では、英語、国語、数学、地理、歴史等の全科目の総合得点で全国80位程度、英語だけなら全国3位という好成績であったと、インタビューに答えている。しかし、入試本番では一次試験で不合格となった。
そのため同年3月に上京し、東京の駿台予備学校で浪人生活を送る。この際、駿台文庫の『基本英文700選』を愛用し、後に著書『田中康夫の大学受験講座』（1988年、マガジンハウス）においても同書を激賞している。この予備校時代は、服などブランドものを買いあさる生活を送った。この日々が後に、大学在学中に執筆し、作家デビュー作となった『なんとなく、クリスタル』（文藝賞受賞）のモチーフとなっている。
1976年4月、一橋大学法学部入学。しばしば田中は著書内で法学部出身であることを表す際に「方角を間違えて阿呆学部に入った僕は…」との表現を用いる。法学部後期には国際政治学の細谷千博教授のゼミナールに所属。政治学者の井上寿一・元学習院大学学長はゼミの同期で、BS11「田中康夫のにっぽんサイコー！」にしばしば出演するなど親交がある。

### 作家活動
1980年、第1作・小説『なんとなく、クリスタル』を執筆し、同年同作で「文藝賞」を受賞する。同作が執筆された背景には田中の所属していたサークル「一橋マーキュリー」での横領事件（サークル員全員の合意を取らずに資金を流用してサークル用に神宮前のマンションを借りていた事件）がある。この事件により卒業予定日の直前に停学処分を受け留年することとなる。当時田中は日本興業銀行（現みずほフィナンシャルグループ）から内定を得ていたが、この影響で同行の内定は取り消された。この停学期間を利用して、『なんとなく、クリスタル』は執筆された。
1981年3月、一橋大学法学部卒業。同年4月に外資系石油会社のモービル石油（現:ENEOS）に入社（なおフジテレビからも内定があった）。横浜市内で新入社員研修を受け、当初は作家業との両立を志向していた。『なんとなく、クリスタル』がベストセラーとなっていたことや多くのマスコミからの引き合いがあったこともあり、作家業を中心に活動することを決意して3ヶ月で退社する。

### 人気作家
『なんとなく、クリスタル』の発表以降、幅広い人気と知名度を獲得した。文芸誌で作品を執筆するのみならず、音楽、ファッション、自動車、航空会社、ディスコ、レストランやホテルの分野について、全国紙や各種週刊誌、ファッションや自動車専門誌などで幅広く執筆活動を行う。またメンバーズマガジン「田中康夫のtrend paper」の発行や、マイケル・ジャクソンなどの本の翻訳など、幅広い活躍を見せた。
さらに1980年代から2000年代においては、いわゆる流行作家として「笑っていいとも」や「OH!エルくらぶ」をはじめとする多数のテレビやラジオへのレギュラー出演などを行った。
1991年には湾岸戦争への自衛隊派遣に抗議し、柄谷行人、中上健次、津島佑子らとともに『湾岸戦争に反対する文学者声明』を発表した。こうした声明には、田中は元来否定的だったが、声明文を「我々は」や「私たちは」ではなく「私は」とし、個人の連帯とすることで参加した。
1995年1月17日に阪神・淡路大震災が発生する。友人も多く、さらに小説『オン・ハッピネス』（1994年、新潮社）の舞台でもある神戸市の被災に衝撃を受け、ボランティア活動に従事した。また「活動を続けるうちに神戸と自らは多面性を持つ点で共通しているのではないかと思うようになった」とも述懐している。またその後、ボランティア活動を『神戸震災日記』にまとめ刊行する。
1998年「神戸市民投票を実現する会」の代表に就任。阪神・淡路大震災後のボランティア活動を通じて、神戸市の公共事業関連の問題を知り、神戸空港建設反対運動を行うが、反対運動はかなわず神戸空港は完成してしまう。
2010年のワクチン接種緊急促進事業において助成された子宮頸がんワクチンについて、子宮頸がんそのものを予防する効果が証明されておらず、深刻な副作用の発生率が他の予防接種と比べて異常に高いと主張し、ワクチンの接種を推奨する日本産科婦人科学会などを批判している。著書『33年後のなんとなく、クリスタル』においても、子宮頸がんワクチンの啓蒙活動に取り組んでいた登場人物の由利が、副作用の被害について知り、衝撃を受けるシーンが存在する。

### 政治活動
2000年、長野県知事選挙に立候補し当選。2002年県議会が知事不信任決議を可決、失職を選択し出直し選挙で再選。3選を目指した2006年知事選では、落選（詳細は#長野県知事時代を参照）。2007年、参議院議員選挙比例区に新党日本から立候補し、初当選した。2009年には参議院議員を退職（自動失職）した上で、衆議院総選挙兵庫8区で同党から立候補して当選した。しかし2012年の衆議院総選挙では同区で落選し、国会での議席を失った。

### 政治路線

#### 親小沢・反小泉
田中が政治的マキャベリストとしてしばしば賞賛する小沢一郎、鳩山由紀夫とは比較的近い距離にあり、民主党が野党であった2003年11月には閣僚予定者名簿（当時の民主党「次の内閣」の閣僚名簿とは異なる）で無任所大臣（地方主権担当）に指名された。一方で松下政経塾出身者、特に前原誠司に対しては「机上の空論」や「議員となるのが自己目的化している」「頭でっかち」と批判している。松下政経塾出身者以外にも菅直人や仙谷由人、岡田克也などへの批判をしばしば行っている。
2009年に民主党が政権を獲った後は、田中が代表を務める新党日本は与党として取り扱われている。ただしその形態は鳩山内閣時には民主党と統一会派を組んでいたのに対して、菅内閣になってからは亀井静香が代表を務める国民新党と統一会派を組んでいる。小沢や鳩山とは必ずしも意見が一致しておらず、民主党の2009年マニフェストの結果として成立した農業者戸別所得補償制度や子ども手当法、事業仕分けに批判を加えたり、内閣の状況を「スポットライト症候群に陥っている」「お子ちゃま内閣」などと評したりもしている。
さらに民主党の支持基盤である労働組合、特に日本労働組合総連合会（連合）や全日本自治団体労働組合（自治労）に対しては「組織率の低くなった組合は労働者の声を反映していない」と批判的立場を取っており「発展的に解消すべき」「労働貴族の集まり」との意見を持っている。この発言を受けて、連合は2000年と2002年の長野県知事選では田中を支援したものの、2006年の知事選では対立候補村井仁の支援に回った。
小沢に対しても、1990年代前中期（小沢が自民党幹事長、離党して新生党、さらに新進党に所属していた時期）はある程度政策や政治姿勢は評価しつつも、やや批判的だった（後述）。この時期にはむしろ（小沢とは対立関係にあったとされる）梶山静六を高く評価していた（同項目も参照）。
自由民主党については、左右幅広い立場の議員が所属し実態がつかみづらいことから「鵺のような存在」としている。ただし民主党が政権を取った後は当初は閣内でさまざまな意見が出ていても、最終的には意見が収斂していく「大人の政治」を行っていたと自由民主党時代の政治を再評価している。また水制度改革議員連盟の共同代表を務める中川秀直など、自由民主党所属議員の中にも親しい人物はいる。
小泉純一郎と竹中平蔵の打ち出したアメリカ的な経済政策を導入する新自由主義経済路線を弱肉強食だと強く批判し、最下層の幸せを確保する最小不幸社会を主張している。小泉の路線と自らの改革とは、車座集会とタウンミーティングその他や就任当時の高支持率など類似性が多いと『サンデープロジェクト』など政治番組で問われた場面もあったが、その際には小泉路線はまやかしであると答えた。その後も小泉路線を「なんちゃって小泉・竹中へなちょこ構造改革」と表現している。

#### ウルトラ無党派
旧来の自民党的なばらまき政治・箱物行政や官僚主導の政治を批判・解体したり、長野新幹線や神戸空港への建設反対などの市民運動に参加したりしたこともある一方で、左派の労働組合主義にも否定的であり、草の根市民運動に携わってきたことから自らを「ウルトラ無党派」「真の『保守』」としている。官僚や労組以外でも（個々の構成員は純粋でも全体になると）「人の顔が見えない」組織・団体やそこに存在する利権を嫌悪する傾向にある。これは選挙戦にも反映され、運動は主に勝手連的に行われている。年越し派遣村を視察した際の感想として「憲法第9条維持など立て看板に政治的思惑があるものがあり運動に左派勢力が介在している。」とBATTLE TALK RADIO アクセスで批判的な感想を述べている。

#### 経済への考え方
サッチャーの様に利権にまみれた旧体制を壊した後に、ブレアの様にクリーンで公正な社会を再構築する、という両方の役割を一人でこなす政治家だと自負している様に、イギリスの（市場原理を積極的に取り入れつつも福祉を重視する）第三の道に考え方が近い。さらにハイエクとケインズの融合を目指しているほか、新党日本のマニフェストではベーシックインカムの導入も掲げている。

#### 対石原慎太郎
石原慎太郎については一橋大学出身の先輩と後輩との関係であり、作家、それぞれ「太陽族」「クリスタル族」の生みの親であるなど共通点があり田中の知事在任中はよく比較されていたが、一方で思想的に大きく異なる部分もあることから自著内で取り上げることも多い。知事在職時に日本外国特派員協会での講演で「彼自身がカワード（coward：臆病者）だから、失うものがあるから強い自分を演出している」と評したこともある（一方、石原も「どっちがカワードだよ」などと返している）。また、築地市場の豊洲への移転構想や新銀行東京への資金投入など、石原都政への批判も行っている。
知事就任以前にも、石原の『「NO」と言える日本』や三国人発言について批判している。ただし、「是々非々」をモットーとするという言葉通りに、義務教育費国庫負担の一般財源化が議論された際は協調したことや、元・東京都副知事浜渦武生辞任の際には、石原を擁護する発言を行ったこともある。なお田中の知事就任の際には石原は激励の言葉を贈り、田中も「先輩として参考にしたい。」と答えている。

#### 対外思想
アフガニスタン侵攻やイラク戦争を引き起こしたジョージ・W・ブッシュ政権とそれを支持する自民党親米保守派を批判し、アメリカと一定の友好関係は保ちつつも言うべき意見は言う「諌米」と、他国に依存しない自立外交を主張している。
一方、ビル・クリントン政権については、好意的な見方をすることが多く、モニカ・ルインスキーとのスキャンダル時にも擁護的な意見を述べていた。また、政権下で副大統領を務めたアル・ゴアについても評価している。
マニフェストでは日本の位置が要衝であるとして「交差点外交」や、自衛隊を「サンダーバード隊」に改組して国際的に災害救助を行うことを提案している。マニフェストでは自衛権の放棄は主張していない。
外国人参政権の立法化にも一時は積極的な見解を持っており、2009年衆院選時点におけるYahoo!みんなの政治でのアンケートでは相互主義の観点から、在留日本人に選挙権を付与している国の場合に限り、日本に在留するその国の国民に選挙権を与えるべきとの意見をかつては表明していた。2007年11月8日国会開催期間中に在日本大韓民国民団が主催する「永住外国人地方参政権の早期立法化を訴える全国決起大会」にも参加した。2008年4月16日に開催された在日本大韓民国民団が開催した外国人参政権推進集会に賛同。ただし2013年現在は帰化制度を改善することが優先されるべきと反対の立場を取っている。
その一方で第170回国会では、国籍法改正の際は外国籍女性と日本人男性の間に生まれた子供の日本国籍付与の際にはDNA鑑定を行うべきと主張した。
以前より、オリンピックのナショナリズム的側面自体を好んでおらず、2016年の東京へのオリンピック招致にも「オリンピックはインフラ整備のため途上国で行うべき」と批判的立場を取っていた。ただし2014年現在は2020年オリンピックについては開催は国際公約であるとして否定的立場は取っていない。

#### 地方自治への意見
道州制に対しては「全国知事会の提言は総務省の官僚が作成したもので新たな利権を生み出すだけ」「明治から様々な面が大きく変化しており新たな枠組みを考えるべき」としてマニフェストで否定している。また全都道府県および政令指定都市の首長を参議院議員にすることも提案している。
宮崎県知事の東国原英夫に対しては2007年の就任当初は期待を寄せていたが、2009年に衆院選出馬が取り沙汰された際は改革が「遅遅として進んでいない」と評した。また大阪維新の会代表の橋下徹に対しては改革の気概や方向性に関しては評価することもあるものの、大阪府知事当時にダム建設の直轄負担金を拒否しなかった点をはじめやや批判的に評している。
鳥取県知事を務めた片山善博に対しては長野県知事1期目就任当初から自らと同じく改革に取り組む知事として評価しており、特に地方公務員の退職手当債発行を停止し、調整額も廃止したことを賞賛したが、民間から総務大臣に抜擢された片山が退職手当債起債の特例発行撤廃を求めた田中に対し慎重な答弁に終始したことには失望の念を示した。

#### その他
- 選択的夫婦別姓制度への賛否について「どちらとも言えない」としている[27]。

### 在野時代
処女作である『なんとなく、クリスタル』の巻末に少子高齢化を示唆するデータが記されているのをはじめとしてデビュー当初より他の対象とは区別することなく政治に対しての言及も行っていたが、1990年代より「神なき国のガリバー」その他においてそれが顕著となる。『新・文芸時評読まずに語る』においては「大衆消費文化の申し子として右手から出てきて自分は何も変わっていないはずが、世の中という舞台全体がどんどん右に動いて、今は一番左に立たされているような気がする」と述べている。
1991年の東京都知事選で小沢一郎が磯村尚徳を支援したのに対し、田中は『神なき国のガリバー』にて当時現職の鈴木俊一への支持を表明した（なお田中はそれ以前に鈴木を取材している。詳しくは当該項目参照）。また小沢が推し進めた湾岸戦争派兵や小選挙区制導入には反対の立場で、1990年代前半の日本新党をはじめとした「新党ブーム」には当時厳しい評価をしており、細川護熙内閣に対しても当時のメディアや文化人が総じて画期的だと報じる中、政治手法が翼賛的だと警鐘を鳴らしていた。
村山富市内閣には発足当時「理念なき野合」と評する意見が多かった中、「55年体制の二項対立を越えた内閣」と高評価を下していた。だが次第に「社会党が自民党も驚くくらい腰砕けになっている」と見方を変え、特に阪神・淡路大震災時の危機管理のあり方については厳しい評価を下した。また青島幸男についても参議院議員時代や議員辞職後在野だった時期、さらに東京都知事就任後世界都市博覧会を中止とする決断をしたところまでは評価していたが、その後都市博中止以外の、破綻した2信用組合への対応など事実上の公約撤回に対しては「都市博を中止にしたところで都知事を辞職すれば良かった」と述べた。

### 長野県知事選出馬
田中が広く知られるようになった一因として、神戸市とその周辺における活動がある。1995年1月に発生した阪神・淡路大震災の復興ボランティアに参加した後、神戸空港の建設に反対し、住民投票を求めて1998年2月に「神戸市民投票を実現する会」を結成し、その代表として活動した。このような市民運動への積極的に参加と、精力的な活動から長野県の市民団体などから2000年の知事選への立候補を打診された。当初は出馬に消極的で、在野の立場から意見表明を行うのが自分にはふさわしいと考えていたが、田原総一朗など知人からも出馬を促され、立候補した。
田中の出馬表明時には、現職知事吉村午良の後継と目されていた前副知事の池田典隆が、日本共産党以外の県議会議員や農業協同組合や建設業団体など多くの業界団体の支持を得ていて当選確実だと言われていたが、連合の組織的な支援に加え、無党派層からの支持を受けた田中が初当選を果たした。2000年10月26日に長野県知事に就任する（なお疑惑の中心人物として名が挙がっていた「ミスターナガノ」こと吉田總一郎は、その後田中康夫の後援会「しなやか会」の幹部となった）。

### 長野県知事時代

#### 概略
県知事就任後、「脱ダム」宣言や脱・記者クラブ宣言、車座集会など、歯に衣着せぬ発言や革新的な提案で大きな注目を集める。公共事業費や公務員人件費の削減を行い、長年赤字で財政再建団体へ転落寸前だった長野県の財政は黒字化し、5年間で923億円の累積債務を減少させたと主張しているが、その半面、財政調整基金、減債基金、公共施設整備など494億円の取り崩しが行われた。また長野県の税収は2,560億円から2,111億円に減少した。予算配分に関しては、全国で初めて全小学校の1-4年生の30人学級化を実現するなど、福祉や教育分野に重点的に配分させ、財政構造を大きく変化させた。
また、長野県の隣県であり、同じく中部圏知事会議の構成員である静岡県知事選挙において、当時の石川嘉延知事に対立する静岡空港反対派の新人候補を支援し、静岡県内で応援演説を行った。

#### 就任直後
マスメディアの注目を集め、中でも行政の見える化を進め、長野県庁舎1階のガラス張り知事室や当時の企業局長による「名刺折り曲げ事件」（上司である知事からの名刺の手渡しに異議を唱えた企業局長が、受取り時に田中の名刺を「メールアドレス以外はなかったことに」として折り曲げたもの）は大きく取り上げられた。なお、企業局長はこの行動の真意は名刺交換を儀礼行為と感じたためであり、実は数少ない脱ダムの理解者の一人だったと田中は後に記している。
就任直後の各新聞社の調査では軒並み高支持率であり、特に信濃毎日新聞の2000年12月の調査では91.3%を記録した。こうした状況に田中は『愛の大目玉』にて「思考停止に陥っており、ファシズムの様相を呈している」「ヒトラーの再来」という報道に対し、「自分は体型的にはムッソリーニだしどちらかと言えばその方が好きだ」と返している。

#### 「脱ダム」宣言
「脱ダム」宣言は、2001年2月20日に公式に発表された。ゼネコン主導の乱開発を否定するものとして多くの好意的な反響を呼んだ。その後、学識経験者などからなる治水・利水ダム等検討委員会が発足し、ダム計画のある河川の部会ごとに、ダムの必要性を徹底的に調査、審議した。政府から降りてくる公共事業費に頼りきりの体質を改善しようとする試みだが、これは県内の建設業界、県議会議員の多くから激しく批判されることとなった。しかし治水・利水ダム等検討委員会が出した答申は、「ダムあり案」・「ダムなし案」の両案付記となり、特に浅川では、その後発表された計画が堤高30mから45mの堰堤を有する「河道内遊水池」と称する実質「ダム」であると批判され取り消した。
その後、暫定案として、本来は100年に1度の洪水に対応する治水計画を立案するところを、50年に1度の洪水の対応となる計画として、既存の2箇所の溜池を改修し、貯留能力を持たせること（堰堤が15m未満は法律上ダムとならないため）を中心とした治水計画を発表したが、国土交通省との協議が安全性の低下を原因として不調に終わり、追加で河川と別に地下配水管を建設することを発表した（ダム建設とのコスト比較はなされなかった）。なお、浅川の治水計画は、知事交代後「河道内遊水池」案に変更になった。
また、長野県議会議員の多くは、長野新幹線の操車場建設時、治水のためダム設置を約束しており、約束の履行を求めているが、他県と同じく大手建設業者（ゼネコン）との癒着が一部から指摘されている。中止したダム事業#脱ダム宣言によるものも参照。
こうしたことから、長野県議会との確執が顕著となり、2002年7月5日、県議会6月定例会で知事不信任決議が可決された。不信任決議を受けて田中は知事失職を選択し、再び知事選が行われることとなった。9月1日の県知事選挙で、不信任に賛成した県議が支援した長谷川敬子らを大差で破り、再選された。

#### 市町村合併
知事在任中、国主導の「平成の大合併」には慎重姿勢を取り続けた。中山間地域などの合併が困難な町村に対して自立を支援する「長野モデル」を打ち出したり、「市町村合併をしない宣言」をした福島県東白川郡矢祭町を視察し、また、合併の是非を問う住民投票が行われた千葉県四街道市や長崎県北松浦郡小値賀町などを訪れて、合併反対派を応援したり合併反対の講演を行ったりした。こうした田中の慎重姿勢もあってか、長野県内では、住民投票の結果を受けて合併協議が破談に追い込まれる事例が続出した。
それでも、関係市町村議会の議決を経て、合併を知事に申請した県内市町村の合併については、法に則ってその関連議案を定例県議会に提出してきたが、木曽郡山口村の岐阜県中津川市への越県合併については、2004年4月に両市村からの申請を受理した後、6月、9月の定例県議会への合併関連議案提出を見送った。そして、12月定例会への議案提出の条件として、全県民を対象とした意向調査の実施を決めたが、そのための関連予算案が9月定例会で否決されたことで、12月定例会でも田中は合併関連議案の提出を見送った。
このため、県議会の大半の会派（市町村合併に反対することが多い社民党、共産党を含む）の共同という形で合併関連議案を議員提案し、その可決を受けて田中も合併に同意、総務省への申請、官報告示を経て2005年2月13日に両市村は合併し、山口村は長野県を離脱して岐阜県に編入された。

#### 県職員に民間人登用
- 2002年8月に長野県公安委員会の委員に松本サリン事件被害者の河野義行を登用した[30]。
- 2003年に任期付き職員の採用を可能とする条例が長野県議会で制定されたのを受け、同年2月に任期付き職員第1号として前GEキャピタル・エジソン生命取締役の丸山康幸（のちにフェニックスリゾート社長や、行政刷新会議評価者等を歴任）が、長野県産業活性化・雇用創出推進室長（2003年4月から商工部産業活性化・雇用創出推進局長）に就任した。

#### 「脱記者クラブ」宣言
「大手マスコミの情報独占を止めさせるため」として打ち出し、長野県知事主催の記者会見とした。記者クラブに加盟できない、多くのジャーナリストや外国メディア、雑誌から賞賛された。しかし、これにより既成権益（記者会見への出席独占だけでなく、記者クラブ事務所、およびその光熱費の提供が得られる）を死守しようとする、新聞社をはじめとする大手マスメディアから激しく非難され、読売新聞や信濃毎日新聞などの県内外の大手マスコミとの確執を生むきっかけとなった。常に記者クラブを利権談合の頂点と指摘していた親田中派のコラムニスト・勝谷誠彦は、「登場した時は万歳と持ち上げておいて、記者クラブの利権が奪われると分かった途端に反田中派になって極端なネガティブキャンペーンにより落選に追い込んだ」と大手マスコミ、特に信濃毎日新聞の姿勢を痛烈に非難した。

#### 「信州」改称
2004年1月のインタビュー取材で、長野県を信州と改称することを検討していると発表。改称の理由として、「道州制に先立って州を作る」、「観光などでは信州という名前のほうが有利」などを挙げた。以降、ウェブサイトや自己紹介などでは、「信州・長野県知事」と名乗っていた（これ以降、長野県の公式サイトでも「長野県知事の田中康夫です」から「信州知事の田中康夫です」と書き換えられた）。
実際に「信州」の愛称を常用する人も多く、数々の「信州ブランド」があるものの、背景としては、中南信県民（田中自身も少年時代を松本市で過ごしている）が、「長野県」を「長野」と略称することを好まないことがある。このことを示すかのように、2003年9月26日に住民票を長野市から下伊那郡泰阜村に移している。この問題は訴訟に発展し、2004年11月18日には同村の選挙人名簿に登録したことの適否に関する裁判で、最高裁判所が上告を棄却し、田中は敗訴した。長野市の住宅を退去して、泰阜村、両親宅がある軽井沢町から通勤していた。また、2004年12月2日に、北佐久郡軽井沢町へ住民票を移転した。

#### 同和対策事業の見直し
日本共産党長野県議団が長年にわたって要求してきた同和対策事業の見直し問題について、同党の意向を受ける形で、平成13年度（2001年）に26億7187万5千円あったものを、平成18年度（2006年）には4230万円までに縮小した。このような一種のタブーとされている領域にメスを入れた自治体は、日本には少ない。ただし、この見直しは、国の地域改善対策特定事業に係る国の財政上の特別措置に関する法律の失効（2002年3月末）に合わせたものである。これを受けて、県下の各市町村（昭和38年の長野県による答申では139市町村中で74市町村、266地区に4883世帯。平成5年の旧総務庁統計では121市町村中で59市町村、254地区に4596世帯。全体的な傾向として北信地方と東信地方に偏在していた）でも、同和政策予算の見直しや削減が進んでいる。

#### 「新党日本」結成
かつてナチズムに抵抗するために共産主義者と手を結んだド・ゴールの話を引用し、小異を捨てて大同に付くべきだ（協力して自民党親米保守の新自由主義に抵抗すべき）として、2005年8月21日にパレスホテルで、長野県知事在職中ながら郵政民営化問題で離党した自民党保守本流派と新党日本立党に参加し、代表に就任する。
代表に就任するも知事職は辞さず、副知事不在のまま選挙運動を行い、県内に動揺を招いた。なおこの騒動の最中に、朝日新聞長野支局記者が、亀井静香と田中康夫の会談が長野県であったかのような虚偽のメモをでっち上げ、それに基づいた虚報記事が紙面に掲載されるという事件「朝日新聞の新党日本に関する捏造事件」も起きた。
2006年9月の首班指名選挙では、新党日本に所属する荒井広幸参議院議員が、新党日本と統一会派を組んでいる国民新党の綿貫民輔に投票せず、親友である自民党総裁の安倍晋三に投票。新党日本は、首班指名選挙については自主投票としていたが、国民新党がこれに強く反発し荒井への処分を要求。党代表の田中が処分をしない方針を打ち出したため、国民新党は新党日本との統一会派を解消した。

#### 支持率低下
急進的な政策転換に対しては、野党がほとんどを占める県議会や業界団体の反発を招いた。当初の知事選で支持していた連合も、長野県労働委員会の人事をめぐり、それまで連合系組合の役員に独占されていた構成を見直して全国労働組合総連合（全労連）系の長野県医療労働組合連合会（日本医療労働組合連合会（医労連）傘下）から新任委員を指名したことに強く反発し、支持を撤回。代わりに当初は田中に批判的で、全労連との関係が深い日本共産党が田中を支持する状況になった。加えて、独特のパフォーマンスに対する批判から、当初田中を支持していた他の勢力も批判を強め、2期目の後期は支持率を落とした。
対立する議会との溝は埋まらず、3選を目指した2006年の知事選では、支援したのは共産党だけであった。さらに、集中豪雨による洪水が多発し、田中の脱ダム政策に対する不信感が県民の間に芽生えた。自由民主党・公明党の推薦と連合の支援を受けて、ダム計画再開を主張するとともに、組織型選挙を展開する対立候補の村井仁に競り負け、落選した。田中の得票数は534,229票、村井は612,725票だった。
村井は、田中の改革や政治姿勢を「見せ掛けだけ」「独裁者だ」と痛烈に批判、当選後は田中の全政策を完全否定・完全清算することを宣言し、就任初日に田中の改革の象徴だったガラス張りの知事室を廃止した。
2006年8月31日、任期満了に伴い長野県知事を退任。
知事を退任した翌2007年には、4月の統一地方選挙で東京都知事選や北海道夕張市長選挙への立候補を示唆したものの、最終的に見送った。

#### 国政進出
2007年7月の第21回参議院議員通常選挙には、新党日本からジャーナリストの有田芳生らとともに比例区から立候補した。
その直前の7月5日には、幹事長の荒井広幸と総務会長の滝実が、参院選の選挙公約が自分達の了承を経ずに決定されたとして離党し、結党当時に国会議員であったメンバーはいなくなる。これに伴い新党日本に国会議員がいなくなり、選挙活動に対する政党助成金が大幅に減った。
しかし、政治団体の場合は比例区に候補者を擁立するには合計10人以上擁立しなければならないところだったが、2005年の衆院選の得票率で政党要件を満たしていたため、10人擁立しなくても比例全国ブロックで立候補できた。田中は比例区で458,211票を獲得し初当選した。田中が当選したことに伴い在籍国会議員が復活したため、新党日本は再び政党助成金が受け取れるようになった。

#### 2009年衆議院への鞍替え当選

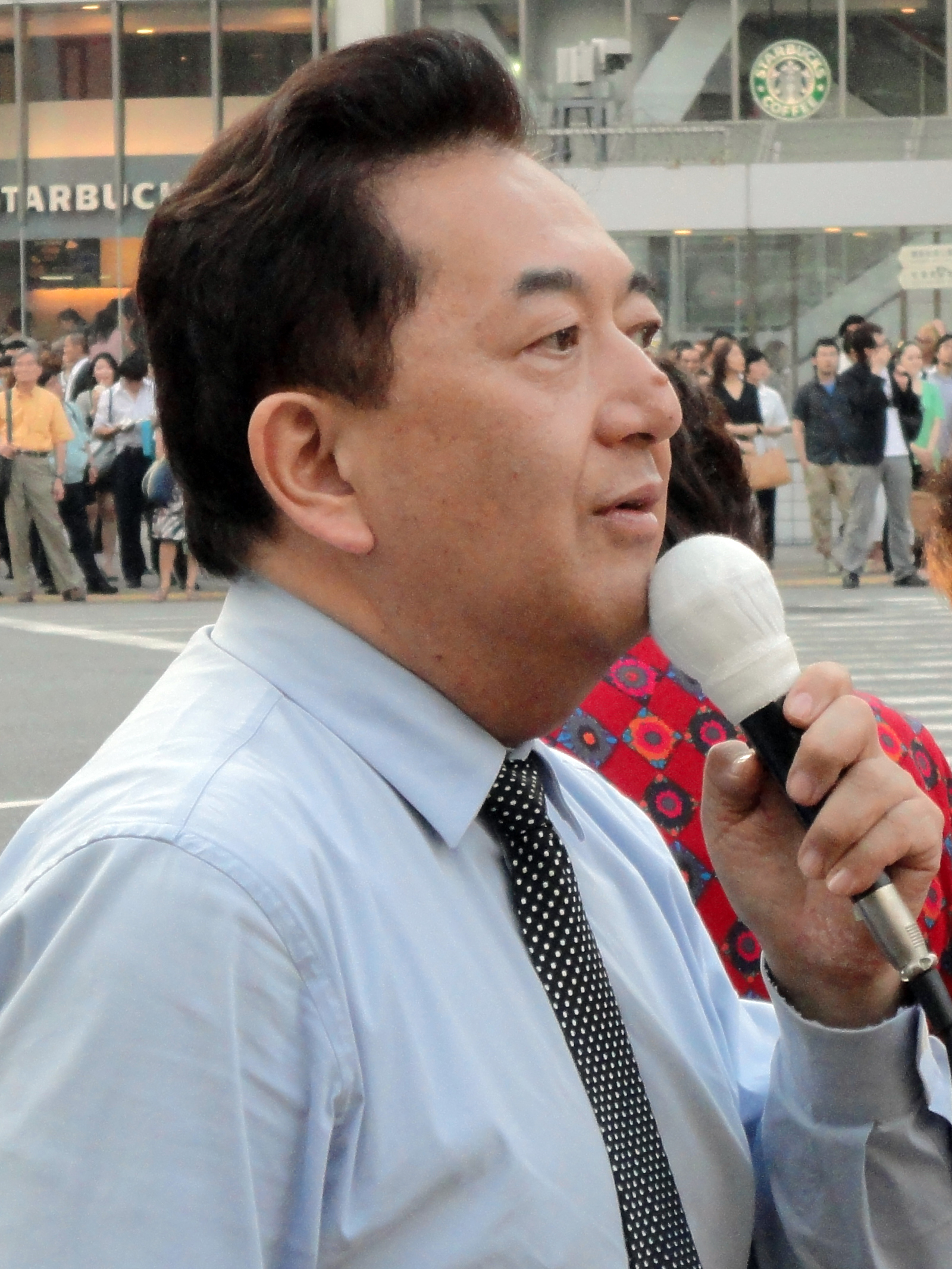
2010年、渋谷にて

2009年7月21日に衆議院が解散され、同年8月30日が投開票の第45回衆議院議員総選挙に兵庫8区（尼崎市）より立候補することが発表された。比例近畿ブロックに重複立候補し民主党の推薦を受けたものの、連合兵庫は社民党候補を推薦した。選挙の結果、公明党の冬柴鐵三らを僅差で破り当選した。当選後、民主党の院内会派に参加したが、2010年6月10日、国会内で国民新党代表の亀井静香と共同記者会見を行い、衆院で共同院内会派「国民新党・新党日本」を組むことを発表し、民主党会派から同日付で離脱した。
なお、第45回衆議院議員総選挙への立候補に伴い公示日の同年8月18日、公職選挙法の規定により参議院議員を退職（自動失職）となった。参院選比例名簿の2位は有田芳生だったが、有田も総選挙に立候補（東京11区、結果は落選）していて繰上当選を辞退したため、3位の平山誠が繰り上げ当選となった（平山は直後に離党）。

#### 2012年・2016年落選
しかし第46回衆議院議員総選挙に際しては、民主党は室井秀子を田中の対抗馬として擁立することを決定した。公明党は死去した冬柴の後継として、中野洋昌を擁立した。12月16日投開票の結果、田中は中野に大差で敗れ落選した。新党日本の唯一の候補である田中の落選で所属国会議員がゼロとなり、新党日本は政党助成法上の政党要件を失った。
2016年の第24回参議院議員通常選挙では、おおさか維新の会公認で東京都選挙区から立候補するも、次点で落選。

#### テレビ番組
- 日経スペシャル ガイアの夜明け 変われるか!?長野〜問われる公共工事〜（2002年9月8日、テレビ東京）[38]。

### 近年の動向
その後、2021年8月22日執行の横浜市長選挙に立候補したが、候補者8人中4位で落選。2025年6月2日には2025年横浜市長選挙（2025年8月3日投開票）に2度目の立候補（無所属）したが、候補者6人中2位で落選。

### 選挙歴
| 当落 | 選挙                     | 執行日         | 年齢 | 選挙区       | 政党             | 得票数     | 得票率 | 定数 | 得票順位 /候補者数 | 政党内比例順位 /政党当選者数 |
| ---- | ------------------------ | -------------- | ---- | ------------ | ---------------- | ---------- | ------ | ---- | ------------------ | ---------------------------- |
| 当   | 2000年長野県知事選挙     | 2000年10月15日 | 44   |              | 無所属           | 58万9324票 | 49.09% | 1    | 1/4                | /                            |
| 当   | 2002年長野県知事選挙     | 2002年9月1日   | 46   |              | 無所属           | 82万2897票 | 64.28% | 1    | 1/6                | /                            |
| 落   | 2006年長野県知事選挙     | 2006年8月6日   | 50   |              | 無所属           | 53万4229票 | 46.58% | 1    | 2/2                | /                            |
| 当   | 第21回参議院議員通常選挙 | 2007年07月29日 | 51   | 比例区       | 新党日本         | 45万8211票 |        | 48   | /                  | 1/1                          |
| 当   | 第45回衆議院議員総選挙   | 2009年08月30日 | 53   | 兵庫8区      | 新党日本         | 10万6225票 | 42.19% | 1    | 1/5                | /                            |
| 落   | 第46回衆議院議員総選挙   | 2012年12月16日 | 56   | 兵庫8区      | 新党日本         | 6万2697票  | 29.98% | 1    | 2/4                | /                            |
| 落   | 第24回参議院議員通常選挙 | 2016年07月10日 | 60   | 東京都選挙区 | おおさか維新の会 | 46万9314票 | 7.54%  | 6    | 7/31               | /                            |
| 落   | 2021年横浜市長選挙       | 2021年8月22日  | 65   |              | 無所属           | 19万4713票 | 12.92% | 1    | 4/8                | /                            |
| 落   | 2025年横浜市長選挙       | 2025年8月3日   | 69   |              | 無所属           | 26万4740票 | 20.74% | 1    | 2/6                | /                            |

## 作家として

### 執筆活動
第17回文藝賞受賞作品となり、「社会現象」とまでいわれたデビュー作『なんとなく、クリスタル』は、『純文学』的なものを良しとする風潮がまだまだ強かった文学界やマスコミを中心に賛否両論を巻き起こした。
『なんとなく、クリスタル』の脚注に対しての「作者の批評精神あらわれ」（江藤淳）との評をはじめ「現代における“古典”といった趣き」（川村湊）、「80年代以降の都市風俗に取材した稀有な記録文学の書き手」（斎藤美奈子）、「近代文学における保守本流の批判的継承者」（佐藤清文）などの肯定的な評価もあるが、「作家ギルド」的な集まりに生きる昔ながらの文芸評論家や旧来の文学界の人間からは否定的に評価されるか、黙殺されるかであった。
文藝賞選考委員を第33回以降断続的に務めているが、前述のように「精神的ブランドに依拠している」としていわゆる「作家ギルド」的な集まりを嫌うこともあり、村上龍や村上春樹、林真理子や深田祐介などは作品だけでなく個人も批判するなど、文学界では一匹狼的存在である。ただし決して既存の文学者との交流がなかったわけではなく、生前の川上宗薫や中上健次との思い出を著書で語っている。
「価値紊乱者」であることを自認している。これは言い換えれば「物質的ブランドと精神的ブランドは等価値であり優劣は付けられない」ということで、この主張はデビュー当時より行っている。また小説執筆の際は「サースティ」、すなわち「物質的には満ち足りているが精神的には不満足」といったテーマで作品を書くことが多く、同名の短編集も出している。セゾングループやダイエー、講談社やサザビーリーグ、日本航空やシンガポール航空、ホテルオークラやマンダリン・オリエンタルなどの社風やサービス内容、その行為を徹底的に嫌い攻撃するものの、その後社風、サービスの悪化や改善などの変化により、サービスが悪化が顕著なうえに政界におもねる全日本空輸を攻撃の対象に変えたり（「全日空は病んでいる」の著書がある）、セゾングループと和解したりしている（その後倒産）。
かなりの遅筆であり、1994年当時の「ペログリ日記」中でも、「どんな種類の原稿も同じスピードでしか書けない」と述べている（ただし、当時は手書きでの執筆だったため、その後のパソコン導入により執筆ペースが変化がもたらされた可能性はある）。また、日常あまり用いない外来語や漢語を表現として用いることや、さらに、そこに本来の読みとは異なるルビを振ることも多い。長野県知事時代にも、「クリエイティブ・コンフリクト（＝創造的な闘争、官僚との馴れ合いを排した議論）」「パブリック・サーヴァント（＝公僕）」といった言葉が分かりづらいと指摘されたことがある。
ワーズワースの“Plain living, High thinking”という言葉を好み、いわゆる「清貧」や「暮らしは質素に、思いは高く」という意味にとどまらず、「奢侈ではない、分に応じた飾らぬ、けれども物質的には豊かな生活の中から、豊かな心と高い理想、そして思考が生まれる」を表しているとしている。「矜持と諦観」、すなわち「プライドと謙虚さを同時に持ち合わせることが重要」とも主張している。

### 出版社との関係
前出「ファディッシュ考現学」時代は、講談社について当時の「FRIDAY」の副編集長が創刊時に述べた「雑誌としての理念なんてない」という発言を引き合いに出し、編集姿勢や先に他社で刊行された先行雑誌との類似性（例:「FOCUS」と講談社系列による後発の「FRIDAY」、「POPEYE」と講談社による後発の「Hot-Dog PRESS」など）を批判し、「大日本雄弁会講談社（講談社の旧社名）の雑誌で、一度も連載した経験のないのを誇りに思っているのは田中康夫とは、この私である。」とまで述べていた。また「FRIDAY」は、田中康夫のSM趣味を論って攻撃していた。
また講談社と同じく音羽グループに属する光文社についても編集者の態度を批判した。しかしその後「肩の力の抜けた出版社になった」として両社の雑誌でも連載するようになった。1994年当時に景山民夫が講談社批判を行った際にも、「ポスト・ファディッシュな評価をすべき」（=『ファディッシュ』当時とは状況が異なる）と述べている。
また角川書店とは1980年代には単行本が文庫本化される際に角川文庫から出版されることが多かったが、1990年代初頭を境に、文庫本は河出書房新社その他から出版するようになり、角川文庫収録作品もほとんどが河出文庫より再刊された。一方、角川書店社員だった見城徹が設立した幻冬舎を会社設立当初には、同時期作られた日本新党になぞらえて揶揄していたが、その後は『東京ペログリ日記』をはじめとした著書を出している。
フジサンケイグループの扶桑社とは、阪神・淡路大震災直後にダイエーが行っていた商行為に関しての事実関係を巡って主張が対立したため「神なき国のガリバー」の連載は終了となったが、その後は関係を回復している。

### ネットに対して
1990年代中盤までは、パーソナルコンピュータやインターネット関連は、揶揄の対象あるいは無関心で、自らが機械音痴であることを認めていた。例えばWindows 95発売が『モーニングEye』出演時に取り上げられた際にはほとんど興味を示していなかったが、1990年代終盤にパソコンを購入して以降はパソコン及びインターネットの利点を盛んに主張するようになった。「既存のメディアにない自由闊達な議論が行われている」と、2ちゃんねるが比較的無名な頃より評価しており、自らも2ちゃんねらーであることを公言していた。さらに2009年現在はYouTubeやニコニコ動画に「新党日本チャンネル」を開設し、意見発信も行っている。
長野県知事時代も、メールで意見を広く募ることを売りにしたり、ネットを活用することで迅速さや効率を向上させることを目指す発言をしたりしていた。また旧来の政治家を「OSが古い」との表現で批判し、「Linux的生き方とは」という講演も行ったことがある。しかし、2000年代中盤になってからは、インターネットや2ちゃんねるへの賞賛はほとんど見られなくなり、ネットに影響されやすい人びとへの批判も行うようになってきている。

### 著書

#### 小説
- 「なんとなく、クリスタル」河出書房新社、1981　のち文庫、新潮文庫
- 「ブリリアントな午後」河出書房新社、1982　のち新潮文庫、河出文庫
- 「空蝉」河出書房新社、1983　「葉山海岸通り」角川文庫
- 「たまらなく、アーベイン」中央公論社、1984 「ぼくだけの東京ドライブ」文庫、角川文庫 （洋楽レコードレビュー・小説形式）
- 「昔みたい」新潮社、1987　のち文庫
- 「いつまでも、クリスピー」角川文庫、1987
- 「スキップみたい、恋みたい」角川文庫、1988　のち河出文庫
- 「ハッピー・エンディング」角川文庫、1988　のち河出文庫
- 「三田綱坂、イタリア大使館」トレヴィル、1989　のち角川文庫、河出文庫
- 『Thirsty』河出書房新社 1991　「サースティ」文庫
- 「H」太田出版、1991　のち河出文庫
- 「チャイナピンクの花嫁衣裳」福武書店、1994 「あなたへの花ことば」河出文庫
- 「オン・ハッピネス」新潮社、1994　のち文庫
- 「33年後のなんとなく、クリスタル」河出書房新社、2014   のち文庫

#### 評論・エッセイ
- 『豚になったクリスタル 努力しないで失恋する法』ベストセラーズ 1983
- 『感覚の論理学 1』朝日出版社 1984
- 『康夫ちゃんのれんあい自由自在』飛鳥新社 1984　「恋愛自由自在」角川文庫
- 「トーキョー大沈入」文藝春秋、1985　のち文庫、新潮文庫
- 『田中康夫の恋はビジネス』主婦の友社 1986　のち角川文庫
- 『感覚の倫理学』角川文庫、1986
- 「ファディッシュ考現学」朝日新聞社、1986 のち新潮文庫（「ファディッシュ」とはfaddish（＝fadの形容詞形）、ファッション＝流行になる前段階を指す）
- 『ぼくたちの時代』太田出版 1986 のち新潮文庫
- 「ファディッシュ考現学　1987、1988、1989、1990」朝日新聞社、のちに新潮文庫
- 「恋愛事始め」太田出版、1987　のち角川文庫
- 『田中康夫の大学受験講座』マガジンハウス 1988　のち角川文庫
- 「東京ステディ・デート案内」マガジンハウス、1988　のち角川文庫
- 『Highlife highstyle』太田出版 1988　「ハイライフ、ハイスタイル」角川文庫
- 『ぼくたちの時代』2-3 太田出版 1989-91
- 『これが基本です。』扶桑社 1992
- 「SM恋愛序説」太田出版、1993
- 『恋の予習、愛の復習。』マガジンハウス 1994
- 『言いたいこと、言うべきこと 神なき国のガリバーvol.3』扶桑社 1994
- 「東京ペログリ日記」幻冬舎、1995　「ペログリ日記1994-1995」文庫
- 「新・文芸時評 読まずに語る」河出書房新社、1995
- 「いまどき真っ当な料理店」ぴあ、1996　のち幻冬舎文庫
- 「神戸震災日記」新潮社、1996　のち文庫
- 「全日空は病んでいる　“ザ・ファースト・チョイス"の勘違い」ダイヤモンド社、1997
- 「嗤う!物議をかもした「あの人」「あの事件」を」光文社、1997
- 『ペログリ日記 '95〜'96』幻冬舎 1997　のち文庫
- 「それでも真っ当な料理店」ぴあ、1999
- 『田中康夫が訊く　どう食べるかどう楽しむか』光文社、2001
- 『田中康夫主義、』ダイヤモンド社、2001
- 「一炊の夢」扶桑社、2002
- 「ナガノ革命638日　田中康夫の愛の大目玉」扶桑社、2002
- 『田中康夫が訊く食の極み』光文社 2003

#### 共著など
- 『大学・解体新書 新々大学案内 “アソビの偏差値"で東京81大学を再編成』泉麻人 祥伝社ノン・ブック 1984
- 「感覚の論理学」（青木保との共著）
- 『街は無限に変容する 臨床経済学講義』竹内宏対談 朝日出版社Lecture books 1986
- 「フェティッシュな時代」（古井由吉）トレヴィル、1987
- 『英語の強化書 すぐ効くよく効くタメになる』Box編集部共編 ダイヤモンド社 1989
- 「田中康夫のソムリエに訊け」田崎真也 TBSブリタニカ、1994　のち幻冬舎文庫
- 「憂国呆談」浅田彰、幻冬舎、1999
- 『脱「ダメ日本」宣言』田原総一朗 アスキー 2001
- 「神戸から長野へ 新・憂国呆談」（浅田彰）小学館、2001
- 『憂国呆談リターンズ 長野が動く、日本が動く』浅田彰 ダイヤモンド社 2002
- 『ニッポン解散 続・憂国呆談』浅田彰 ダイヤモンド社 2005
- 『日本を :minima Japonia』佐藤清文,平山誠,「信じられる日本を」創る会共著 講談社 2006
- チームニッポン特命取材班『「脱・談合知事」田中康夫 裏切り談合知事は逮捕、談合排除知事は落選。』監修 扶桑社新書 2007

#### 翻訳
- ムーンウォーク マイケル・ジャクソン CBS・ソニー出版 1988 のち河出書房新社

#### 雑誌発刊
これ以外に「田中康夫のトレンドペーパー」という会員制雑誌を1980年代に発刊していた。表紙イラストは渡辺和博だった。「ソムリエに訊け」も同誌の連載が元になっている。

### 受賞歴
- 第17回文藝賞受賞（1980年）

## テレビ・ラジオ出演

### テレビ
「テレビは見るものではなく出るもの」が持論で、ほとんどテレビ視聴の習慣はないと1994年当時の「ペログリ日記」内で記している。「なんとなく、クリスタル」で話題を呼んだ後、フジテレビ「笑っていいとも!」1982年10月から1985年3月まで金曜日のコーナー「五つの焦点（フォーカス）」にレギュラー出演したのを皮切りに、テレビ朝日の女性向け情報番組「Oh!エルくらぶ」（1986年 - 1992年、番組自体は1997年まで）、読売テレビのワイドショー「Beアップル2時!」（1992年 - 1993年）、新党日本の広報番組「田中康夫のにっぽんサイコー!」（BS11）では司会も務めた。
それ以外にも報道番組への積極的な出演のほか、「世界まるごとHOWマッチ」などのバラエティ番組をはじめ、数多くの番組に出演した。また、フジテレビ「たけし・逸見の平成教育委員会」では生徒（解答者）として出演。「たけし落とし」を完成させ、世界一周海外留学の旅を獲得したこともある。その他ビートたけしとの関係は当該項目を参照のこと。
県知事就任以降は、長野県の観光資源を広くPRする事を意識し、トーク番組やバラエティ番組の出演の際には、県の名産品などを積極的に紹介することが多かった。また、長野県内で流れるシートベルト装着のキャンペーンCMにも自ら出演し、呼びかけを行っていた（SMAP×SMAPでのゲスト出演の際など）。2021年現在は、TOKYO MXのニュース番組「モーニングCROSS」に出演している。

### ラジオ
ラジオ番組の出演も多く、過去には文化放送「梶原しげるの本気でDONDON」のコメンテーターを長年に亘り担当。この他、大阪・MBSラジオの「さてはトコトン菊水丸」をはじめ、神戸空港問題で旧知の仲となった河内音頭の歌手・河内家菊水丸がパーソナリティを務めるワイド番組にも不定期で出演。また、TBSラジオの「BATTLE TALK RADIO アクセス」では隔週月曜のコメンテーターとして、文化放送「吉田照美 ソコダイジナトコ」の毎週火曜日の電話コメンテーターとして出演していた。「アクセス」については月曜日から金曜日までの放送だが、知事就任後から2005年3月まで、地元長野のSBC信越放送が、田中が出演する月曜のみネットし、放送していた。
2016年より2021年現在に至るまで横浜エフエム放送の水曜日　24：00～深夜0：30 「たまらなく、AOR」 のメインパーソナリティを担当している。番組コンセプトは、今の時代にも響く「風合い」や「余韻」をキーワードに、自身が所蔵するレコード盤を使って、曲にまつわる
ストーリーを語っている。

## 歌手として
1982年に発売された企画もののLPレコード「音版ビックリハウス ウルトラサイケ・ビックリパーティー」 の中で、雑誌「ビックリハウス」の編集長・高橋章子とのデュエットで「ブリリアントなクリスタルカクテル」（作詞：田辺聖子/作曲：沢田研二）という曲を収録し、発売した。この時のレコーディングの模様は、知事初当選の翌朝、一部テレビ番組で秘蔵映像として放送された。また、1981年に発売された柴田恭兵の楽曲「なんとなくクリスタル」に作詞家としてデビューを果たしている。

## プライベート

### 自動車
作家デビュー当時から、自動車を使ったデートスポットなどの評論を行っていたことや、著書内で自動車ブランドの考察を行っていたことなどから、ファッション誌などで評論を行う他、「NAVI」などの自動車雑誌への不定期連載も行っていた。なお、過去は「飛ばし屋」としても有名で、アウディに乗っていた頃に、数回全損事故を起こした経験がある。

### 過去の愛車
- アウディ80GLE
- アウディ100CD
- アウディ200クワトロ
- アウディ200ターボ
- アルピーヌV6ターボ
- ルノー・25
- ランチア・テーマ8.32（2台乗り継ぐ）
- BMW・Z3

## 親族
父は、心理学者で上越教育大学副学長、信州大学教授などを歴任した田中博正である。父が非常勤講師を務めていた関係で松本歯科大学客員教授（入門歯科医学I担当）を務めたことがある。実妹及びその夫は、ともに新潟大学医学部を卒業した医師であり、2003年には主治医および妹夫婦からの助言を受け膀胱腫瘍の切除と人工膀胱の造設手術を受けている。なお、母は早稲田大学卒業の教員。両親ともにカトリックだが、本人は洗礼を受けていない。祖父はイタリア人。
結婚歴は2度ある。1981年5月、モービル石油在籍時に最初の結婚をしたが（6月に同社を退職）、1982年4月に離婚した。以後は独身で、その間に多くの女性との交友関係を持った事を自身で認めていたが、衆議院議員在職時の2010年10月28日に13年間交際していた北海道出身の青山恵と再婚した。
結婚時の日刊スポーツの取材によれば、恵は元日本航空客室乗務員で、康夫の長期連載『東京ペログリ日記』ではMを逆にした「W嬢」としてたびたび登場していた。康夫が長野県知事を退任後の2006年秋からは同居。長野県知事選挙では交際中だった恵が康夫の活動時のマスコットである「やっしー」の着ぐるみに入って支援活動をしていた事が明らかになった。

### 関連人物
#評論・エッセイ節でも述べた通り、下に挙げた人物についても評価が変化する場合がある。
浅田彰
『逃走論』当時からの長年の親交があり、長年の対談をまとめた『憂国呆談』その他共著多数。
安斎肇
個人キャラクター「ヤッシー」デザインを行う。
河内家菊水丸
神戸空港反対運動時よりの旧知の仲。
田崎真也
共著として『ソムリエに訊け』があり、長野県原産地呼称管理制度ワイン官能審査委員長も務めている。
岡留安則
『噂の眞相』編集長時代、（『断筆宣言』を発表して連載を降りた筒井康隆に代わって）「ペログリ日記」の連載を依頼した。
西川りゅうじん
田中と同じく一橋大学出身で、『一橋マーキュリー』を復刊させた。長野県スキー再興戦略会議メンバーでもある。
佐高信
田中とは考え方が近く、互いの著書にしばしば名前が登場していたが、2014年現在は社民党に支持的な立場を取ったり渡邉美樹に無批判である佐高にやや批判的になっている。
勝谷誠彦
しばしば対談などを行う。田中の支援者の1人だが、北京五輪問題を論じたラジオ番組では「勝谷うんたらとかいう人」と槍玉にあげた。衆議院議員総選挙では応援に参加した。
山城新伍
山城の著書にある「人間は生まれながらに平等というのは幻想である、人間は生まれながらに人間である、不平等だからこそ平等を目指さなければならない」との記述に共鳴している他、司会する番組にも多数出演するなど公私共に深い付き合いにあった。また共通の知人として会津小鉄会の三上忠がいる。
櫻井よしこ
国家観の違いがある（憲法関連）ものの、お互いの事を高く評価し合っている他、小泉・竹中路線に批判的な点など共同歩調を取ることも多い。
南美希子
『Oh!エルくらぶ』時代からの親交がある。
香山リカ
田中が数少ない理解者として名前を挙げ共著もあったが、2014年現在は没交渉状態。
松任谷由実
1980年代までは『悲しいほどお天気』などを例に挙げてその音楽世界を評価する他親交もあったが、1990年代以降は楽曲に魅力が失せ「裸の王様」になっているとしている。
猪瀬直樹
『ミカドの肖像』出版当時に批判を行い、小泉内閣の行革断行評議会や道路関係四公団民営化推進委員会委員、石原都政の東京都副知事を歴任していることからその後も批判の対象となる。
宅八郎
『噂の眞相』連載時に、宅が田中から批判を受けたことを恨んでストーキング行為を行い（宅は、田中が反論から逃げたからとしている）、田中の自宅や愛車のランチアへの破損行為を行われたという。（犯人は特定されていないが宅と思われる不審人物が目撃されている）田中は宅を告訴などしなかったが、その後、田中が長野県知事となると、記者会見に質問者として現れた。